# أندرياس جريفوس
أندرياس جريفوس (بالألمانية: Andreas Gryphius)، واسمه الحقيقي أندرياس جرايف. شاعر وأديب ألماني ولد عام 1616 ، ومات عام 1664 في مدينة جلجاو بمقاطعة شليزن، عاش جريفيوس صباه في معاناة شديدة، إلا أنه كان ذو ثقافة واسعة. وفي عام 1636 أصبح مدرساً منزلياً عند دوق بفالتس في شونبورن، حيث نصبه هذا الدوق شاعراً . ومنذ عام 1639 قام جريفوس بإلقاء المحاضرات في مدينة لايدن في الفلسفة والعلوم الطبيعية والتاريخ. ثم أصبح بعد ذلك موكلاً قانونياً للجهات البروتستانتية في إمارة جلجاو.

## أعماله
- الحب اليائس «Cardenio und Celinde oder Unglücklich Verliebte» (مسرحية تراجيدية 1657).
- كوميديا غير معقولة أو السيد بيتر سكونتز «Absurda Comica oder Herr peter squentz» (مسرحية هجائية 1658).
- قتل الأمراء «Leo Armenius oder Fîrsten-Mord» (مسرحية تراجيدية 1660).
- هو ريبيليكر يبريفاكس تويتش «Ho Rribilicr Ibrifax Teutsch» (مسرحية هزلية 1663).
- سوناتات (1637، 1639، 1643).
- أوده (1643).

## روابط خارجية
- أندرياس جريفوس على موقع IMDb (الإنجليزية)
- أندرياس جريفوس على موقع الموسوعة البريطانية (الإنجليزية)
- أندرياس جريفوس على موقع ميوزك برينز (الإنجليزية)
- أندرياس جريفوس على موقع ديسكوغز (الإنجليزية)